# Niablé
 (mars 2021).
Si vous disposez d'ouvrages ou d'articles de référence ou si vous connaissez des sites web de qualité traitant du thème abordé ici, merci de compléter l'article en donnant les références utiles à sa vérifiabilité et en les liant à la section « Notes et références ».
Vous pouvez aider à l'améliorer ou bien discuter des problèmes sur sa page de discussion.
Niablé  est un chef-lieu de commune, dans le département d'Abengourou, région de l'Indénié-Djuablin. C'est est une ville frontalière située à l'est de la Côte d'Ivoire à 3 km du Ghana. Elle est aussi appelée cité des lauréats car elle regorge de grands planteurs de café et cacao dont le plus célèbre se nomme Sassan Kouao.

## Brève description
Elle est située à 28 kilomètres d'Abengourou, chef-lieu  de la région de lo'Indénié-Djuablin, à 238 kilomètres d'Abidjan et s'étend jusqu'à la frontière du Ghana (à trois kilomètres d'Osseykodjokrom, premier village ghanéen).
Elle est donc limitée à l'Est par la république Sœur du Ghana, au Sud, à l'Ouest et au Nord-Ouest par la sous-préfecture d'Abengourou et enfin au Nord-est par la sous-préfecture d'Agnibilékrou.
La décision de communalisation de Niablé a été prise en 1985 par la loi No 85-1085 portant création de quatre-vingt-dix-huit nouvelles communes en Côte d'Ivoire dont celle de Niablé. Il s'est ensuivi l'élection du premier maire de la Ville de Niablé en 1985. La prise de service de la Mairie de Niablé a eu lieu le 1er juin 1986.
Le premier maire de Niablé fut donc Feu Kadio Morokro Gervais, ex-directeur général de la BNDA, qui a géré la commune de 1985 à 1996. Puis, de 1996 à 2013, elle fut dirigée par Monsieur Aka Brou Étienne. Puis de 2013 à 2018 par M. Kouame Kouassi et depuis 2018 M. Édouard Messou est le nouveau maire de la commune de Niablé. Expert comptable chez PwC de carrière professionnelle, sa vision est de restructurer le système complet de gestion de développement de la commune afin de lui donner des outils modernes et fiables pour un avenir assuré pour les citoyens de la belle cité des lauréats et cela passe par la remise à niveau des infrastructures (écoles, hôpitaux, administration publique)...
La commune, qui englobe quatre villages (Zouhounou, Adjoumani Kouassikro, Camp, Mamproussi), a une population d'environ 20.000 habitants et s'étend sur 144 875 hectares, quand la surface urbanisée, s'élève, elle, à 299 hectares.
Niablé est composée de 16 quartiers principaux :
- BOMBET
- TANO KASSI ALBERT
- KACOU JEROME
- BOUAKE
- YEMAN
- N'GOUANDI
- MANZANKRO
- KADIO-ANDON
- SOSSONAN ou ADJAME
- AMAN
- KACOU ANINI
- NIGER
- ABOMEY
- NIABLE EXTENSION
- HABITAT
- ASSALEKRO

A ces principaux quartiers, l'on peut ajouter des extensions donnant lieu à de nouveaux quartiers. Ce sont :
- KADIO-ANDON EXTENSION ou encore TREICHVILLE
- MANZANKRO EXTENSION
- KACOU JEROME EXTENSION
- BOMBET EXTENSION

Le quartier le plus administratif est celui de Kacou Jérôme avec en son sein, le poste de Douanes, la police des frontières, le bureau de l'agriculture, le centre d'action culturelle et la mairie. Et non loin aussi le bureau du trésor de Niablé. 

## Religion
Avec son occupation laïque, la commune de Niablé est habitée par plusieurs communautés ethniques et religieuses. On y retrouve toutes les ethnies des différents pays de la CEDEAO avec une forte densité d'Akan venus du Ghana et de Malinké, la dominance étant l'ethnie Agni, peuple de la région et propriétaire terrien de Niablé. Nous avons donc plusieurs religions qui sont pratiquées avec différents édifices religieux. La ville regorge donc de plusieurs mosquées, plusieurs églises dont la paroisse Notre-Dame de la Nativité, des églises pentecôtistes, l'église Unité de Foi, l'église de la Foi Africaine, l'église Méthodiste, l'église Apostolique, etc.

## Culture
L'activité culturelle est constamment en mouvement à Niablé, avec sa jeunesse travailleuse et dynamique, Niablé développe en son sein toute la culture du peuple Akan et particulièrement des Agni. Cette culture offre à la commune un folklore et une architecture urbaine particulière qui développe le tourisme dans la région.
Un centre culturel mis à la disposition de la jeunesse lui offre un lieu de développement et de divertissement.
À Niablé, vous pouvez découvrir l'Abodan, une danse locale et aussi les constructions royales des résidences de la chefferie et l'architecture remarquable des différents édifices de la ville.
Niablé célèbre, à l'instar de tout le pays Akan, la fête des ignames qui a généralement lieu après la fête de Pâques dans le mois d'avril. Gardant donc un lien fortement attaché à la tradition, la fête des ignames à Niablé diffère des autres contrées par une bonne touche d'originalité et de conservation.

## Sport
Le développement du sport prime pour les autorités communales de Niablé, il a donc été mis à sa disposition un complexe sportif et une équipe de football a été mise sur pied. Dénommée UCN, cette équipe, dirigée par le président N'Gouandin N'Dre Kouaho, est actuellement en Troisième division du championnat national de football.
Aussi, les établissements scolaires de Niablé participent-ils aux compétitions de l'OISSU.
En 1975, le premier lauréat en production de cacao fut de Niablé qui a donc été reconnu comme meilleure zone de production de cacao en Côte d'Ivoire, depuis cette date, elle reste une des régions-clefs de la production de cacao et a encore offert d'autres lauréats dans la filière cacao ; d'où son appellation "La cité des Lauréats".
Cette distinction est assurée par les plus grands noms de la production cacaoyère en Côte d'Ivoire tels que :
- Sansan Kouaho,
- Yao fils Pascal,
- Kouassi N'Grrpmah, et bien d'autres planteurs qui participent activement à la vie et au développement de Niablé.

En illustration, d’actualité, le premier producteur national de cacao en 2015 fut M. Kadio Morokro Germain, planteur, né en 1932 à Niablé. Géniteur de 20 enfants, ce planteur qui dispose de 209 hectares de cacao, a produit pour la campagne écoulée, 120 tonnes de fèves de cacao, pour une valeur marchande de 120 millions de Fcfa.
Niablé est donc une plaque tournante de l'activité cacaoyère allant de la production à la commercialisation.
En plus du cacao, et du café, la culture de l'hévéa qui est en pleine expansion dans la région participe aussi à l'évolution de la commune.
L'agriculture est donc le véritable poumon économique de la commune mais à côté s'est développé le commerce inter-États facilité par la proximité avec le Ghana voisin. À Niablé, ce sont plus de 100 000 tonnes de marchandises de toutes sortes qui sont échangées chaque semaine entre les deux frontières.
[réf. nécessaire].